# Veľký Gápeľ
Veľký Gápeľ je vrch v Nízkých Tatrách o nadmořské výšce 1776 m, který odděluje Bystrou dolinu a údolí Zelenská Mlynná. Nevede na něj žádný značený chodník.
Hřeben Veľký Gápeľ se odděluje od hlavního hřebene Nízkých Tater v Ďumbierském sedle (1740 m), kde stojí Chata generála Milana Rastislava Štefánika. Táhne se jihozápadně až nad Mýto pod Ďumbierom a Stupku, kde zaniká v podhůří.